# Louis Claude Cadet de Gassicourt
Louis Claude Cadet de Gassicourt (Paris, 24 de julho de 1731 — Paris, 17 de outubro de 1799) foi um químico francês que sintetizou o primeiro composto organometálico. Ele obteve um líquido vermelho pela reação de acetato de potássio com trióxido de arsênio. Este líquido é conhecido como líquido fumegante de Cadet e contém os dois compostos cacodilo e óxido de cacodilo.

## Livros
- Analyse Des Eaux Minerales de M. de Calsabigi
- Nouvellement Découvertes À Passy